# Edgar von Cossart
Edgar von Cossart ist ein deutscher Drehbuchautor und Dozent.

## Leben
Edgar von Cossart war als Mitarbeiter beim WDR und SWR beschäftigt und arbeitete nebenbei als freiberuflicher Filmemacher. Mittlerweile arbeitet er seit ca. 25 Jahren hauptberuflich als Drehbuchautor und Dozent.
Im Laufe seiner Tätigkeit als Drehbuchautor sind neben einem Kinofilm und mehreren Serienfolgen auch Fernsehspiele und zwei Tatort entstanden sowie ein Thriller , der als europäische Koproduktion in deutscher und französischer Sprache gedreht und nach Ausstrahlung für den amerikanischen Markt erneut verfilmt worden ist.
Darüber hinaus stellt er Industriefilme her, u. a. für Nordrhein-Westfalen, die VIAG AG, Daimler, Siemens, Novotel, Ibis und die Deutsche Telekom sowie Schulungsfilme und Dokumentarfilme für ARTE.

## Lehre
Edgar von Cossart unterrichtet die Fächer Drehbuch, Stoffentwicklung, Dramaturgie, Dramaturgie des Bildes, Creative Writing, Storytelling, Film- und Kunstgeschichte sowie Kunsttheorie an der Hochschule Macromedia und weiteren Schulen und Hochschulen. Dabei betreut er unterschiedliche Lehrprojekte, aus denen preisgekrönte Filme entstanden sind.
Er schult Mitarbeiter von Fernsehsendern in dramaturgischen Fragen und gibt Kurse, in denen  Geschichtenerzählen gelehrt wird.

## Veröffentlichungen
- "story tells - story sells, Wie dramatische Geschichten funktionieren"  -
- "Exposé, Treatment, Drehbuch, Filmgeschichten und wie man sie schreibt"  -
- "Die Filmverhinderer: Wie ARD und ZDF das Geschichtenerzählen behindern"

## Filme
- "Der Kameramann" (Kinofilm, SWR) Regie Nikolai Karo mit Dieter Kirchlechner, Margit Geißler, Vera Lünenschloß -
- "Babyfon" – ("Sound of Fear") (Fernsehspiel, SAT.1) Regie Kaspar Heidelbach mit Nicolette Krebitz, Suzanne von Borsody, Jürgen Vogel, Hans Schenker, Armin Rohde -
- "Kinder der Gewalt" (ARD-Tatort) Regie Ben Verbong mit Klaus J. Behrend, Dietmar Bär -
- "Kindstod" (ARD-Tatort) Regie Claudia Garde mit Klaus J. Behrend, Dietmar Bär, Katharina Thalbach -
- "Die Masche mit der Liebe" (Fernsehspiel, SAT.1) Regie Thomas Nennstiel mit Anja Kling -
- "Espresso, Kulturgeschichte einer heißen Leidenschaft" (Arte-Dokumentation)